# 1003 Lilofee
1002 Lilofee (privremena oznaka 1923 OK), asteroid glavnog pojasa. Otkrio ga je Karl Wilhelm Reinmuth, 13. rujna 1923. Nazvan je po fiktivnom liku iz njemačke narodne pjesme.

## Vanjske poveznice
- Minor Planet Center